# Ferrari F2004
Der Ferrari F2004 war der 37. Formel-1-Rennwagen der Scuderia Ferrari. Mit diesem Fahrzeug bestritt das Team alle 18 WM-Läufe der Formel-1-Weltmeisterschaft 2004 sowie die ersten zwei Rennen der Formel-1-Weltmeisterschaft 2005.

## Präsentation
Die Präsentation des Ferrari F2004 fand am 26. Januar 2004 in Ferraris Firmensitz in Maranello vor rund 700 Gästen statt. Ross Brawn bezeichnete den F2004 während der Präsentation als den „beste[n] Ferrari, den wir je gebaut haben.“
Die erste Testfahrt durch Michael Schumacher folgte noch in derselben Woche auf Ferraris hauseigener Rennstrecke in Fiorano. Mit Fertigstellung des zweiten Chassis Anfang Februar folgten weitere Tests in Fiorano, Mugello und Imola.

## Lackierung und Sponsoren
Die Lackierung veränderte sich im Vergleich zum F2003-GA nicht. Wie üblich war der F2004 in Rosso Corsa lackiert.
Hauptsponsor war der Tabakkonzern Philip Morris, der mit seiner Marke Marlboro auf der Motorenabdeckung, dem Heckflügel und weiteren kleinen Flächen warb. Nur bei den Rennen in Kanada, den USA, Frankreich und Großbritannien blieben diese Flächen aufgrund des Verbots von Tabakwerbung weiß. Weiterhin warb der Telekommunikationsanbieter Vodafone auf der Fahrzeugnase, dem Frontflügel sowie den Seitenkästen. Ein kleinerer Sponsor war AMD mit Flächen auf den Seiten des Heckflügels. Daneben warben die Ausrüster bzw. Zulieferer Shell, Bridgestone, Magneti Marelli, Brembo, Mahle und SKF sowie der Ferrari-Mutterkonzern Fiat mit kleineren Aufklebern.

## Entwicklung und Technik
Der Ferrari F2004 wurde von Rory Byrne, Ross Brawn und Aldo Costa konstruiert und entwickelt. Es war das letzte Fahrzeug des so genannten „Dream-Teams“ von Ferrari unter Jean Todt.
Schon während der Tests im Vorfeld der Saison erwies sich der F2004 als sehr schnell. Die Rundenzeiten lagen teilweise bis zu zwei Sekunden unter denen, die mit dem Vorjahreswagen erzielt wurden. Aus diesem Grund hatten die Ingenieure Zweifel an der Geschwindigkeit und glaubten zunächst an falsch eingestellte Messinstrumente oder ein zu leichtes Auto. Jedoch konnte sich Ferrari auch nach stundenlanger Analyse die Geschwindigkeit nicht erklären. Aufgrund vorheriger Simulationen ging Ferrari davon aus, nur eine halbe Sekunde schneller zu sein als im Vorjahr. Erst beim letzten Test vor Saison und im Vergleich mit den anderen Teams ließ das Team sich von der Performance überzeugen.

### Chassis
Der F2004 basierte auf dem Weltmeisterwagen des Jahres 2003, dem F2003-GA, und auf den gleichen Designprinzipien wie schon der F2002. Bei der Entwicklung des F2004 konzentrierten sich die Ingenieure daher auf die Schwächen des F2003-GA und verfeinerten dessen Konzept. Um die Performance zu verbessern, wurde jeder Bereich des Fahrzeugs überarbeitet.
Die Fahrzeugfront hat sich im Gegensatz zum Vorjahr wenig verändert. Die Nase war kürzer und tiefer. Einziger auffallender Unterschied waren die gewachsenen Bargeboards.
Auch die Auspuffanlage wurde neu gestaltet. Die Auspuffrohre lagen nun näher an der Zentrumslinie des Fahrzeugs, wodurch das Fahrzeug im Heckbereich insgesamt schmaler wurde. Im Heckbereich befanden sich zahlreiche neue Flügel und Luftleitelemente. Zudem wurde der Tank auf ein Fassungsvermögen von rund 115 Litern verkleinert, da man in der Saison 2004 tendenziell öfter an die Box fahren würde als in den Jahren zuvor.
Hauptproblem des F2003-GA war es, die richtige Abstimmung zu finden. Außerdem gelang es nur selten die Reifen auf die richtige Betriebstemperatur zu bringen. In der Folge wurden die vorderen und hinteren Radaufhängungen des F2004 komplett neu entwickelt. Gleichzeitig wurde die Steifigkeit des Fahrzeugs erhöht, um die Reifen effizienter nutzen zu können. Der F2004 war deutlich leichter abzustimmen als noch sein Vorgänger, was unter anderem darauf zurückzuführen war, dass der F2004 fast ausschließlich mit neuen Techniken im Windkanal entwickelt wurde.
Weitere Änderungen, wie ein Heckflügel mit zwei statt drei Elementen, längere Endplatten, eine größere Motorenabdeckung oder das neue Getriebe waren Folge des neuen technischen Reglements.
Anders als in den Jahren zuvor setzte Ferrari den F2004 direkt beim ersten Saisonrennen ein.

### Motor
Ferrari verwendete mit dem Tipo 053 einen V10-Saugmotor aus eigener Entwicklung. Der aus Aluminium gefertigte Motor hatte einen Hubraum von 2997 cm³ und einen 90°-Zylinderbankwinkel. Bei einem Gewicht von ca. 95 kg war er 597 mm lang, 530 mm breit und 353 mm hoch. Zu Beginn der Saison leistete er im Rennmodus bei 18.300/min ungefähr 636 kW (865 PS). Während der Saison wurden zwei größere Verbesserungen des Motors entwickelt und eingesetzt. Diese Motoren hießen Tipo 053B sowie 053C und leisteten bis zu 920 PS.

## Fahrer
An der Fahrerpaarung Michael Schumacher und Rubens Barrichello änderte sich auch in der Saison 2004 nichts. Beide Fahrer bestritten alle Rennen.
Testfahrer waren der Italiener Luca Badoer und der Brasilianer Luciano Burti.

## Erfolge
Das Fahrzeug wurde zu einem der erfolgreichsten Rennwagen der Ferrari- sowie der gesamten Motorsportgeschichte.
Schumacher und Barrichello gewannen mit dem F2004 15 der 18 Saisonrennen und erreichten zwölf Pole-Positions. In 12 Rennen erzielte einer der beiden Piloten die schnellste Rennrunde. Am Ende der Saison standen 29 Podestplätze zu Buche. Darüber hinaus erreichten sie 272 Weltmeisterschaftspunkte und gewannen überlegen sowohl den Fahrer- als auch Konstrukteurstitel. Diese Bilanz war unter anderem auf die überragende Zuverlässigkeit des F2004 zurückzuführen. So kam es zu nur zwei Ausfällen, die beide durch eine Kollision verursacht wurden.
Der F2004 stellte mehrere Rundenrekorde auf. Die Rundenrekorde in Shanghai, Monza, Bahrain, Magny-Cours, San Marino und dem Nürburgring haben auch heute noch Bestand, obwohl auf vier dieser Strecken auch heute noch Formel 1 Rennen ausgetragen werden. Der von Schumacher in der Saison 2004 aufgestellte Fahrer-Rekord von 13 Saisonsiegen hatte bis 2023 noch Bestand. Zwar gelangen auch Sebastian Vettel in der Saison 2013 13 Siege, jedoch gelang ihm dies bei 19 Rennen insgesamt – einem mehr als 2004 (18 Rennen). 2023 gelangen Max Verstappen 19 Saisonsiege.
Zu Saisonbeginn 2005 setzte Ferrari das Modell mit der Bezeichnung F2004M noch für zwei Rennen ein, bis es vom Nachfolger F2005 abgelöst wurde. Dabei gelang mit dem F2004M ein zweiter Platz, zwei Mal fiel er aus.

## Trivia
Bei einer Auktion von Sotheby’s im Jahr 2005 wurde ein Ferrari F2004 für 3.198.500 US-Dollar (= ca. 2,65 Millionen Euro) versteigert. Mit diesem Fahrzeug fuhr Michael Schumacher in der Formel-1-Weltmeisterschaft 2004 die Rennen in Australien, Malaysia, Bahrain, San Marino, Spanien und Monaco.
Der F2004 stellte die Basis für das in Zusammenarbeit mit Ferrari im Jahr 2008 entwickelte A1GP-Einheitsfahrzeug dar.
Im Rahmen des Vorprogramms zum Großen Preis von Deutschland 2019 fuhr Mick Schumacher den F2004, mit dem Michael Schumacher 15 Jahre zuvor seinen 7. WM-Titel holte.

## Galerie

Michael Schumacher beim Großen Preis von Monaco 2004
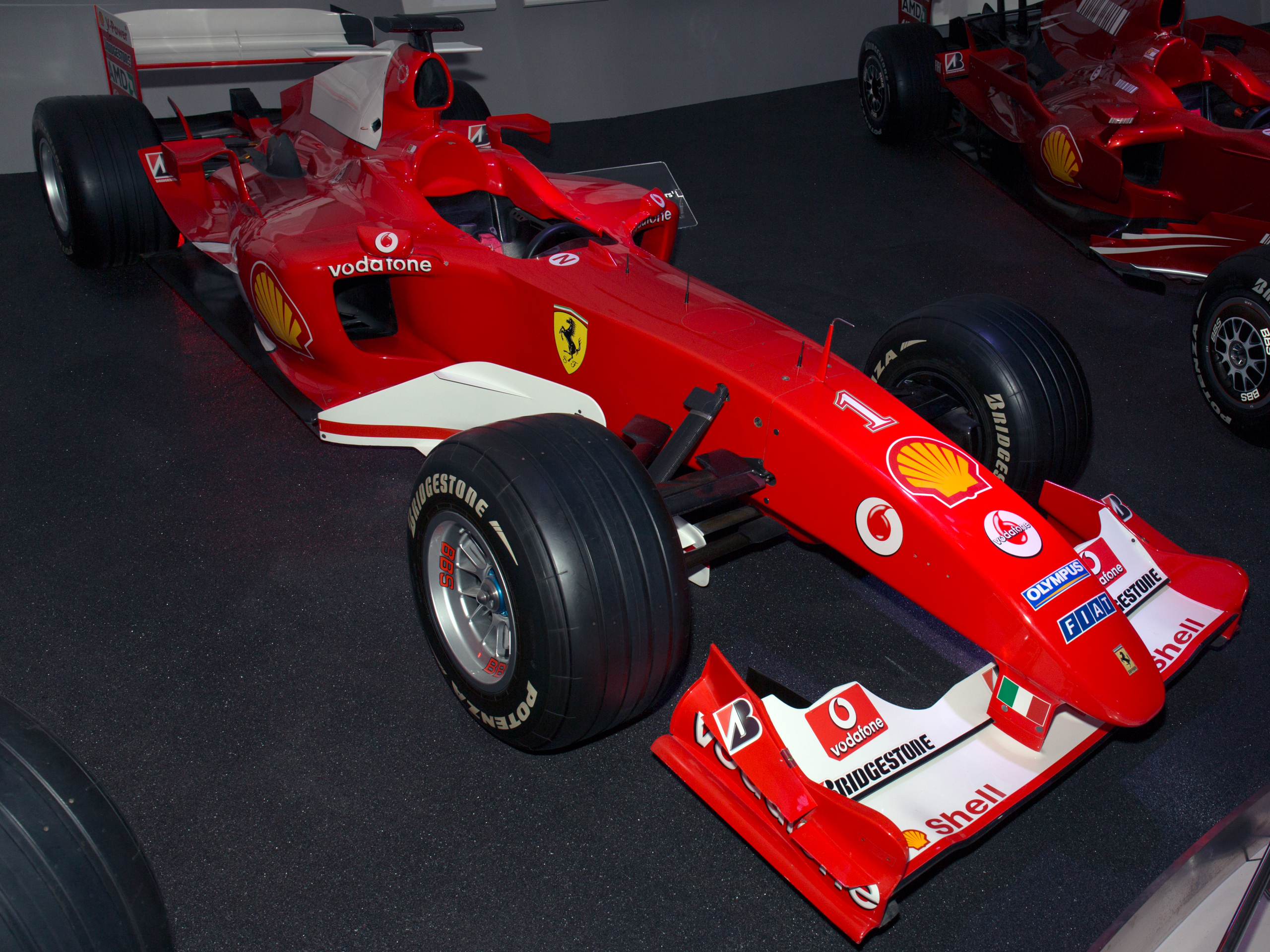
Ferrari F2004 (Museo Ferrari, Maranello)
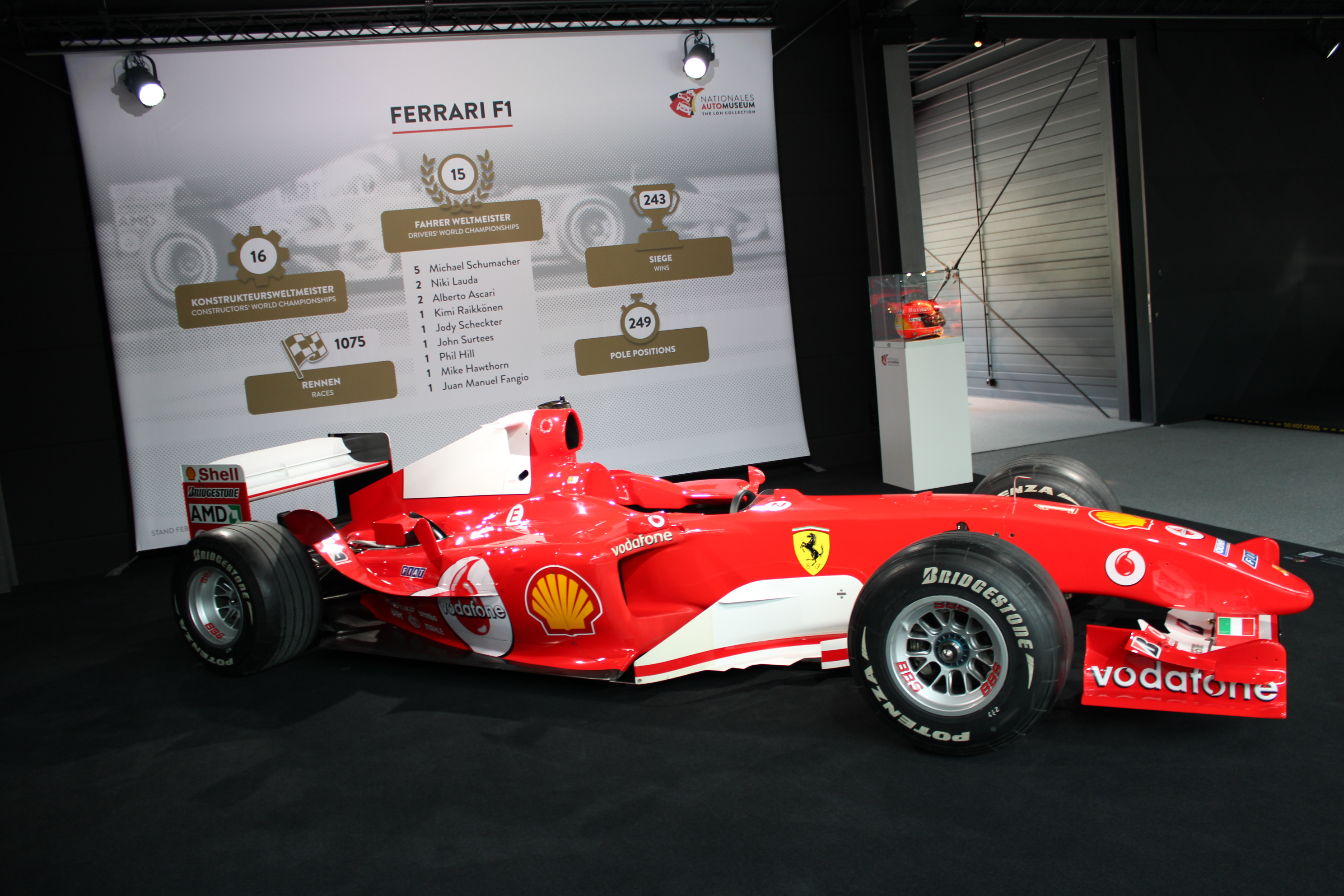
Ferrari F2004 (Nationales Automuseum – The Loh Collection)
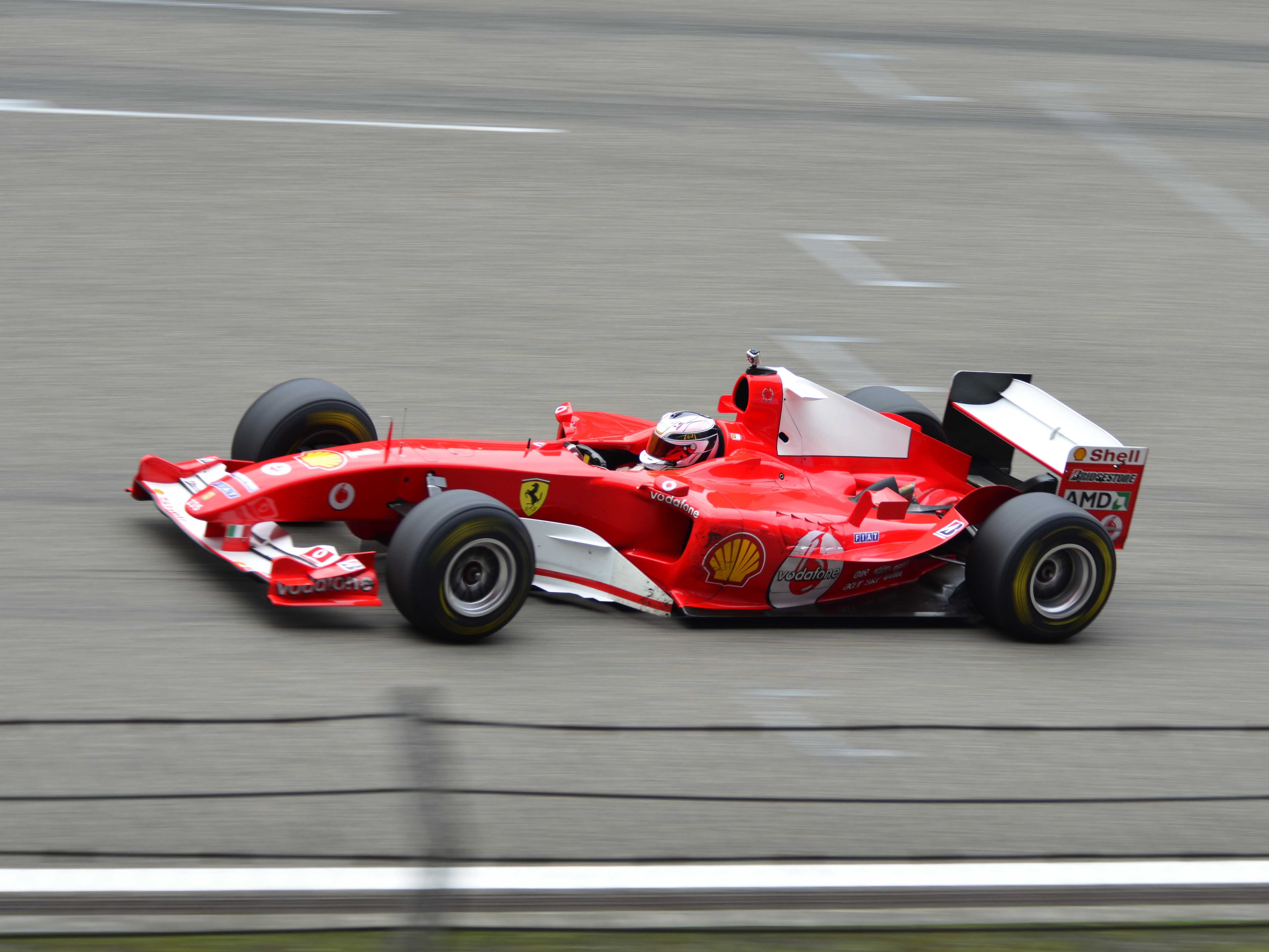
Ferrari F2004 (Ferrari Racing Days am Nürburgring, 2013)
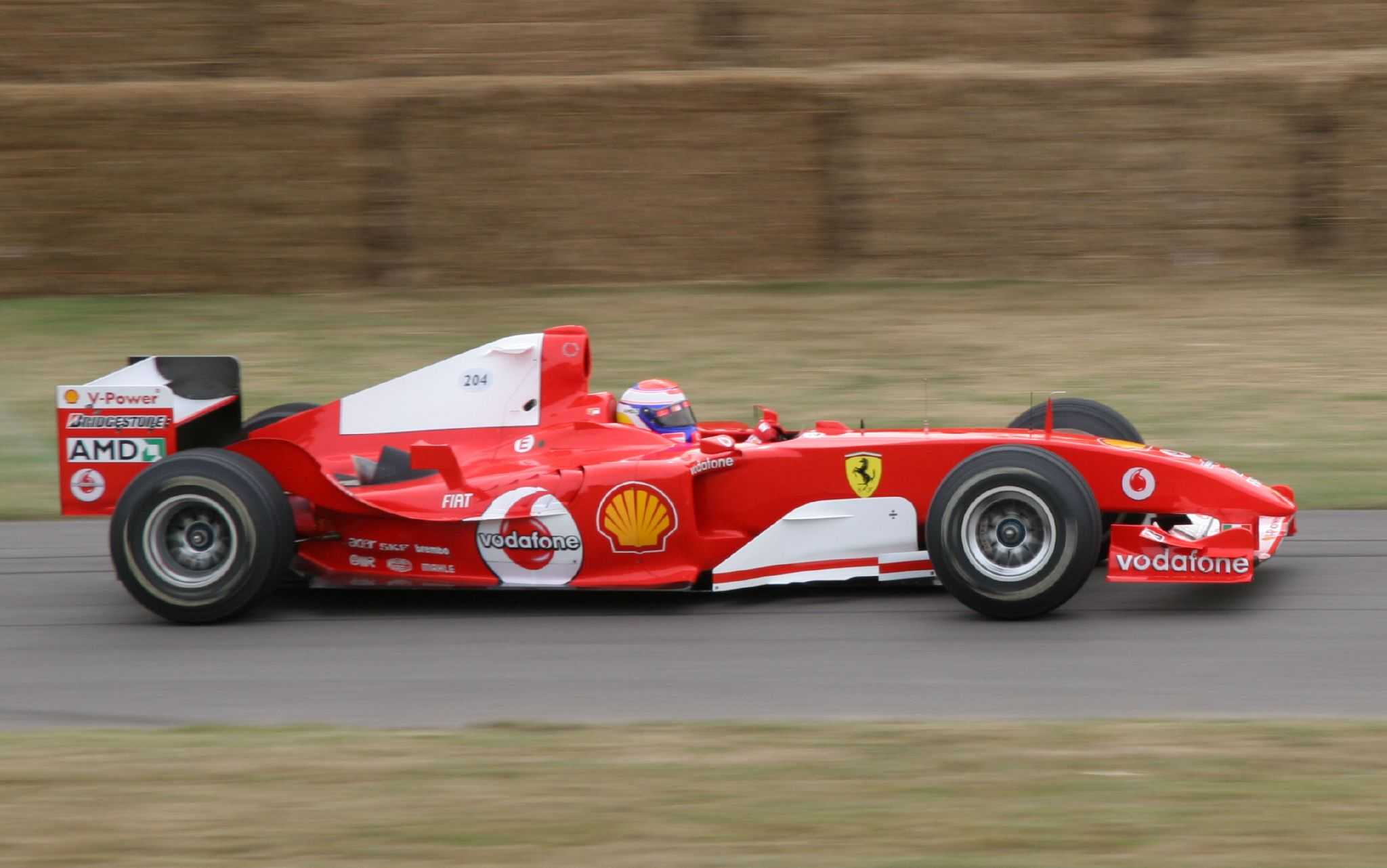
Ferrari F2004 (Goodwood Festival of Speed, 2006)
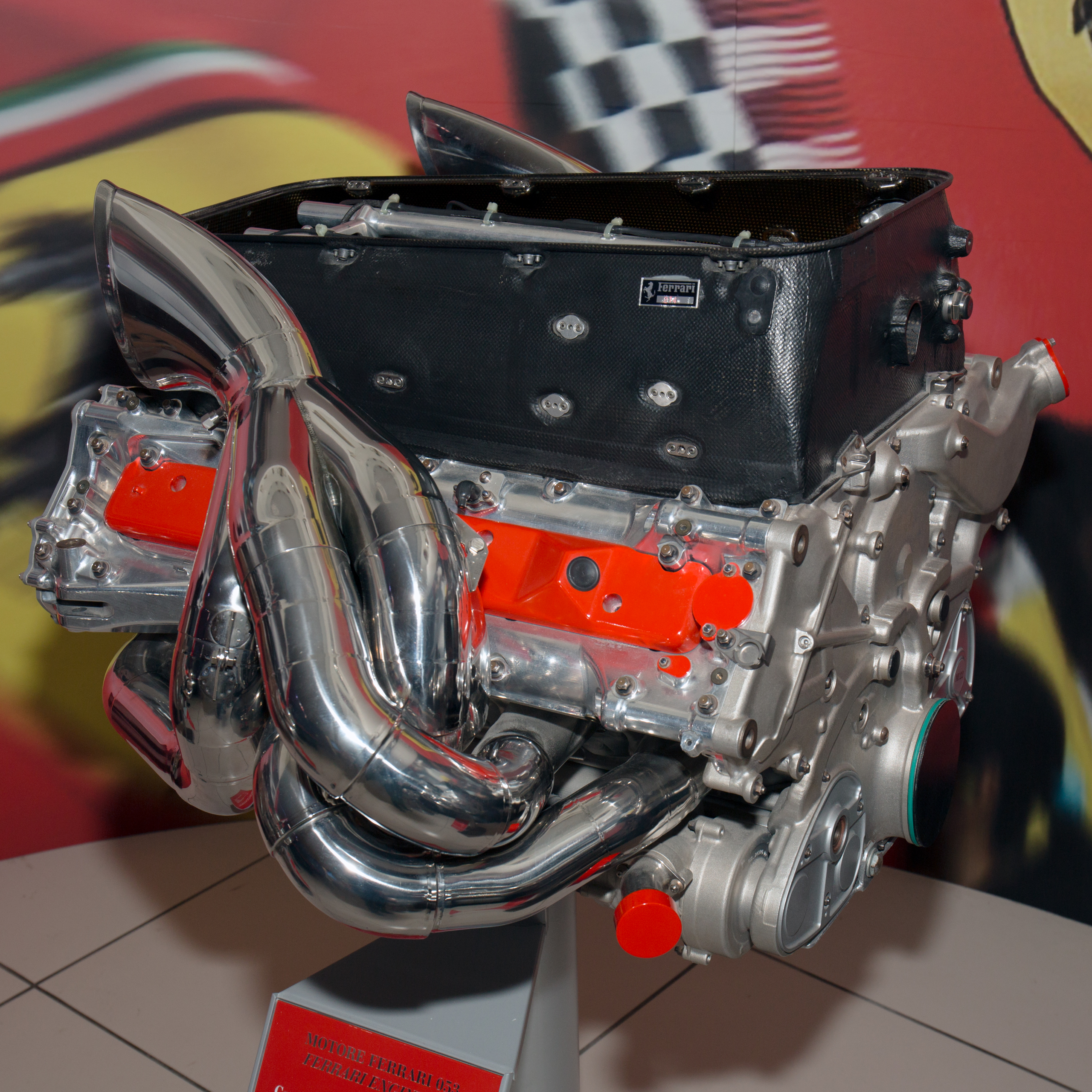
Motor (Ferrari Tipo 053) des Ferrari F2004

## Ergebnisse
| Fahrer                          | Nr.                             | 1   | 2   | 3 | 4 | 5 | 6   | 7 | 8 | 9 | 10 | 11 | 12 | 13 | 14 | 15 | 16 | 17  | 18 | 19 | Punkte | Rang |
| ------------------------------- | ------------------------------- | --- | --- | - | - | - | --- | - | - | - | -- | -- | -- | -- | -- | -- | -- | --- | -- | -- | ------ | ---- |
| Formel-1-Weltmeisterschaft 2004 | Formel-1-Weltmeisterschaft 2004 |     |     |   |   |   |     |   |   |   |    |    |    |    |    |    |    |     |    |    | 272    | 1.   |
| Michael Schumacher              | 1                               | 1   | 1   | 1 | 1 | 1 | DNF | 1 | 1 | 1 | 1  | 1  | 1  | 1  | 2  | 2  | 12 | 1   | 7  |    | 272    | 1.   |
| Rubens Barrichello              | 2                               | 2   | 4   | 2 | 6 | 2 | 3   | 2 | 2 | 2 | 3  | 3  | 12 | 2  | 3  | 1  | 1  | DNF | 3  |    | 272    | 1.   |
| Formel-1-Weltmeisterschaft 2005 | Formel-1-Weltmeisterschaft 2005 |     |     |   |   |   |     |   |   |   |    |    |    |    |    |    |    |     |    |    | 100/10 | 3.   |
| Michael Schumacher              | 1                               | DNF | 7   |   |   |   |     |   |   |   |    |    |    |    |    |    |    |     |    |    | 100/10 | 3.   |
| Rubens Barrichello              | 2                               | 2   | DNF |   |   |   |     |   |   |   |    |    |    |    |    |    |    |     |    |    | 100/10 | 3.   |

Anmerkungen
1. ↑  Von den 100 insgesamt in dieser Saison erzielten Punkten wurden mit dem F2004 10 Punkte erzielt. Die restlichen 90 Punkte wurden mit dem F2005 eingefahren.

| Legende  | Legende            | Legende                                                          |
| Farbe    | Abkürzung          | Bedeutung                                                        |
| -------- | ------------------ | ---------------------------------------------------------------- |
| Gold     | –                  | Sieg                                                             |
| Silber   | –                  | 2. Platz                                                         |
| Bronze   | –                  | 3. Platz                                                         |
| Grün     | –                  | Platzierung in den Punkten                                       |
| Blau     | –                  | Klassifiziert außerhalb der Punkteränge                          |
| Violett  | DNF                | Rennen nicht beendet (did not finish)                            |
| Violett  | NC                 | nicht klassifiziert (not classified)                             |
| Rot      | DNQ                | nicht qualifiziert (did not qualify)                             |
| Rot      | DNPQ               | in Vorqualifikation gescheitert (did not pre-qualify)            |
| Schwarz  | DSQ                | disqualifiziert (disqualified)                                   |
| Weiß     | DNS                | nicht am Start (did not start)                                   |
| Weiß     | WD                 | zurückgezogen (withdrawn)                                        |
| Hellblau | PO                 | nur am Training teilgenommen (practiced only)                    |
| Hellblau | TD                 | Freitags-Testfahrer (test driver)                                |
| ohne     | DNP                | nicht am Training teilgenommen (did not practice)                |
| ohne     | INJ                | verletzt oder krank (injured)                                    |
| ohne     | EX                 | ausgeschlossen (excluded)                                        |
| ohne     | DNA                | nicht erschienen (did not arrive)                                |
| ohne     | C                  | Rennen abgesagt (cancelled)                                      |
| ohne     | keine WM-Teilnahme |                                                                  |
| sonstige | P/fett             | Pole-Position                                                    |
| sonstige | 1/2/3/4/5/6/7/8    | Punktplatzierung im Sprint-/Qualifikationsrennen                 |
| sonstige | SR/kursiv          | Schnellste Rennrunde                                             |
| sonstige | *                  | nicht im Ziel, aufgrund der zurückgelegten Distanz aber gewertet |
| sonstige | ()                 | Streichresultate                                                 |
| sonstige | unterstrichen      | Führender in der Gesamtwertung                                   |